# 同着
同着（どうちゃく）とは、競馬において2頭以上の馬が同じ着順でゴールする事である。

## 歴史
ヒートレースの時代は複数の馬による1着同着は無勝負とみなされていた。デッドヒート（Dead heat）の語源はこの事による。
その後、一回勝負が主流の時代になると、1着同着の場合は、同着だった馬同士で、優勝決定戦が行われた。ヴォルティジュールや、キンチェムは1着同着の優勝決定戦を経験している。
現代は写真判定を用いて、接戦であっても正確に順位を判定できるが、同着の例は存在している。そのほとんどは2頭同着であるが、3頭以上の同着の例も存在している。1着が同着となった場合、同時に入線した全馬が勝利したものとみなされる。

## 同着の例

### 日本

#### 重賞競走における1着同着
| 年   | 競走名               | 馬名               | 馬名               | 備考                             |
| ---- | -------------------- | ------------------ | ------------------ | -------------------------------- |
| 1955 | クモハタ記念         | マサハタ           | ヨシフサ           |                                  |
| 1961 | 日経新春杯           | キオーガンヒカリ   | タイカン           |                                  |
| 1976 | 愛知杯               | トウカンタケシバ   | ハードラーク       |                                  |
| 1979 | 福島記念             | ファニーバード     | マイエルフ         |                                  |
| 1988 | 阪神大賞典           | ダイナカーペンター | タマモクロス       |                                  |
| 1997 | 平安ステークス       | シンコウウインディ | トーヨーシアトル   |                                  |
| 2002 | 京成杯               | ヤマニンセラフィム | ローマンエンパイア |                                  |
| 2007 | 阪急杯               | プリサイスマシーン | エイシンドーバー   |                                  |
| 2010 | 優駿牝馬（オークス） | アパパネ           | サンテミリオン     | GI競走での1着同着はJRA史上初     |
| 2019 | フィリーズレビュー   | ノーワン           | プールヴィル       |                                  |
| 2021 | チューリップ賞       | メイケイエール     | エリザベスタワー   |                                  |
| 2025 | 小倉牝馬ステークス   | フェアエールング   | シンティレーション | 第1回での1着同着は日本競馬史上初 |

| 年   | 競走名                     | 馬名             | 馬名               |
| ---- | -------------------------- | ---------------- | ------------------ |
| 1956 | 船橋記念                   | グレートリバー   | サチアズマ         |
| 1959 | クイーン賞                 | コンリユウ       | フアストクイン     |
| 1976 | 越佐特別                   | キングトツプラン | マルホセンプー     |
| 1982 | アラブ王冠賞               | ケイワンホマレ   | ミヤオーシヨウ     |
| 1984 | 戸塚記念                   | ヨネジロウ       | エアハート         |
| 1985 | ブルーバードカップ         | ノムラダイオー   | ダークルア         |
| 1988 | 不来方賞                   | グランリードワン | シヤドウイメージ   |
| 1988 | 浦和記念                   | トミヒサダンサー | ダイタクジーニアス |
| 1991 | 西日本アラブダービー       | ハギノメジャー   | ヒカリバーバ       |
| 1991 | みちのく大賞典             | スイフトセイダイ | グレートホープ     |
| 1992 | 帝王賞                     | ナリタハヤブサ   | ラシアンゴールド   |
| 1996 | 新潟皐月賞                 | スターライフ     | テクノバリュー     |
| 1997 | スパーキングレディーカップ | ブンブンラリー   | オートメンデス     |
| 2000 | オパールカップ             | マイダイナマイト | メイセイオペレッタ |
| 2000 | 摂津盃                     | ケイエスヨシゼン | シャインマンリー   |
| 2000 | 兵庫アラブクイーンカップ   | クインラマ       | グリンティアラ     |
| 2013 | はがくれ大賞典             | デュナメス       | レイズミーアップ   |
| 2018 | 園田FCスプリント           | カイロス         | エイシンテキサス   |
| 2025 | 御厨人窟賞                 | ニクソンテソーロ | メイショウウズマサ |

| 年   | 競走名                       | 馬名                                | 馬名                                            | 脚注     |
| ---- | ---------------------------- | ----------------------------------- | ----------------------------------------------- | -------- |
| 1884 | ダービーステークス           | ハーヴェスター(Hervester)           | セントガティエン(St Gatien)                     | [ 注 1 ] |
| 1942 | ベルデイムハンデキャップ     | ヴェイグランシー(Vagrancy)          | バランコサ(Barrancosa)                          | [ 2 ]    |
| 1980 | サンクルー大賞               | デュネット(Dunette)                 | シャカプール(Shakapour)                         |          |
| 1988 | アイリッシュオークス         | ディミヌエンド(Diminuendo)          | メロディスト(Melodist)                          | [ 3 ]    |
| 1988 | デューハーストステークス     | プリンスオブダンス(Prince of Dance) | シーニック(Scenic)                              |          |
| 1997 | ナンソープステークス         | コースタルブラフ(Coastal Bluff)     | ヤマラク(Ya Malak)                              |          |
| 2001 | フューチュリティステークス   | デザートスカイ(Desert Sky)          | ミスターマーフィー(Mr. Murphy)                  |          |
| 2003 | ブリーダーズカップ・ターフ   | ハイシャパラル(High Chaparral)      | ジョハー(Johar)                                 |          |
| 2004 | ドバイデューティーフリー     | パオリニ(Paolini)                   | ライトアプローチ(Right Approach)                |          |
| 2011 | アメリカンオークスステークス | キャンビナ(Cambina)                 | ネレイド(Nereid)                                |          |
| 2011 | アイリッシュセントレジャー   | ダンカン(Duncan)                    | ジュークボックスジュアリー(Jukebox Jury)        |          |
| 2012 | サウスアフリカンダービー     | ポモドーロ(Pomodoro)                | ロイヤルベンチャー(Royal Bencher)               |          |
| 2012 | トラヴァーズステークス       | アルファ(Alpha)                     | ゴールデンチケット(Golden Ticket)               |          |
| 2016 | スピナウェイステークス       | スウィートロレッタ(Sweet Loretta)   | プリティシティダンサー(Pretty City Dancer)      |          |
| 2021 | オークレイプレート           | ポートランドスカイ(Portland Sky)    | セレブリティクイーン(Celebrity Queen)           |          |
| 2021 | ターフクラシックステークス   | カーネルリアム(Colonel Liam)        | ドメスティックスペンディング(Domestic Spending) |          |
| 2022 | ドバイターフ                 | パンサラッサ(Panthalassa)           | ロードノース(Lord North)                        | [ 4 ]    |
| 2022 | エプソムハンデキャップ       | トップランクド(Top Ranked)          | エルスバーグ(Ellsberg)                          | [ 5 ]    |

#### その他
2頭が同着となったのみではないもの（3頭以上が同着に関わるものなど）に限って示す。
- 1880年6月9日 横浜競馬 1着が3頭同着[6]
- 1907年12月15日 目黒競馬 秋季開催4日目 第2競走 1着が3頭同着（ホクウン・ヒノデ二世・ハナブサ）[7]
- 1908年12月13日 目黒競馬 秋季開催3日目 内国産呼馬競走 このレースがデビュー戦だった尾形藤吉が初騎乗初勝利を同着で達成[8][9][注 2][10][11]
- 1920年10月30日 横浜競馬 1着が3頭同着[6]
- 1933年4月28日 三芳競馬 1着が4頭同着、半馬身差で5着（2位入線）が3頭同着、それからまた半馬身差で8着（3位入線）が3頭同着[注 3][12]

1951年11月17日 大井競馬 第2競走の決勝写真

- 1951年11月17日 大井競馬 第2競走 1着が3頭同着（サガミヒメ・オワリユタカ・カザリン）[注 4][注 5][6][13][14]

- 1955年2月12日 中京競馬 1回7日目9R 3着が3頭同着[注 6][15][16]
- 1971年11月27日 笠松競馬 11Rサラ系B1･2選抜 1着が3頭同着(キヤプテンホース・ツネホウ・リガーホープ)[6]
- 1973年1月13日 福山競馬 第1競走 条件戦 2着が3頭同着[6][17]
- 1981年10月3日 東京競馬 4回1日目4R 1着（カムイラナーク・セリナトウショウ）と5着（サクラフルサト・ハーバーエリート）が同時に同着[18]
- 1983年3月2日 紀三井寺競馬 第2競走 2着が3頭同着[6]
- 1986年8月20日 川崎競馬 第10競走 新涼特別 1着が3頭同着（テスコカチドキ・アーノルドフジ・トランスワンスター）[注 7][6]
- 1988年6月14日 帯広競馬（ばんえい[注 8]） 4・5歳[注 9]条件戦  1着と3着が同時に同着[19]
- 1991年3月21日 姫路競馬 第10競走 2着が3頭同着[6]
- 1992年3月14日 中京競馬 1回3日目4R 5着が3頭同着[20]
- 1997年12月20日 中山競馬 5回7日目7R 1着同着となったが、このレースは2024年現在JRAでは最後のカンパイ(スタートやり直し)となったレース
- 1999年7月4日 福山競馬 第7競走 3着が3頭同着[21]
- 2001年9月23日 中山競馬 4回6日目12R ともに馬主[注 10]が同じ[注 11]競走馬が1着同着[22][23]
- 2001年11月30日 川崎競馬 第4競走・同年12月30日 同場 第1競走 イソエイイーグルとプリンスガーデナーによる2戦連続の1着同着[注 12][24][25][注 13][26]
- 2003年3月13日 宇都宮競馬 第7競走 4着が3頭同着[27]
- 2003年9月6日 札幌競馬 1回7日目8R 5着が3頭同着[28]
- 2004年7月4日 高崎競馬 第6競走 1着が3頭同着[注 14][29]
- 2004年8月8日 福山競馬 第2競走 1着同着となったが、その内の1頭が単勝無投票の競走馬であったため、もう1頭の1着馬の単勝の配当は変動することなく従来のもののまま払い戻された[注 15][30][31]
- 2006年4月9日 福島競馬 1回4日目5R 1位入線した競走馬が4着に降着となり、 続いて同着で共に2位入線したハッスルガールとピーターキャットが繰り上がりにより1着同着[32]
- 2006年6月6日 名古屋競馬 第2競走 夫婦である小山信行騎乗馬と宮下瞳騎乗馬が1着同着[33]
- 2006年10月29日 福島競馬 3回4日目6R 3着と8着が同時に同着[34]
- 2007年4月21日 京都競馬 3回1日目1R 2着と4着が同時に同着[35]
- 2007年11月18日 福島競馬 3回10日目7R 1着と7着が同時に同着[36]
- 2008年6月14日 中京競馬 2回7日目2R 2着と5着が同時に同着[37]
- 2012年10月20日 京都競馬 4回6日目11R 室町ステークス 3着（ファリダット、タンジブルアセットとワールドワイド）が3頭同着[注 16][38]
- 2012年12月13日 園田競馬 第10競走 ゴールデンジョッキーカップチャンピオンジョッキー賞 3着が3頭同着[39][40]
- 2016年1月31日 東京競馬 1回2日目3R 1着と5着が同時に同着[41]
- 2017年5月20日 新潟競馬 1回7日目8R 8着が3頭同着[16]
- 2020年2月9日 高知競馬 第6・7競走 2戦連続で1着が2頭同着[42][43]
- 2020年3月1日 阪神競馬 1回2日目1R このレースがデビュー戦だった泉谷楓真が初騎乗初勝利を同着で達成[44][注 2][10][11]
- 2020年11月23日 阪神競馬 5回7日目12R 3着が3頭同着[16]
- 2021年6月1日 金沢競馬 第3競走 1着同着となり、枠単の払い戻しの対象となる組み合わせが2つとなったが、そのうちの1つが無投票だったため、もう一方の組み合わせの配当は変動することなく従来のもののまま払い戻された[注 15][45]
- 2022年3月5日 阪神競馬 1回7日目10R 橿原ステークス 6着が3頭同着[46]
- 2022年6月12日 金沢競馬 第2競走 2着同着となったが、そのうちの1頭と1着馬との枠単の組み合わせが無投票だったため、もう1頭の2着馬と1着馬との組み合わせの枠単の配当は変動することなく従来のもののまま払い戻された[注 15][47]
- 2022年12月30日 大井競馬 第12競走・2023年1月27日 同場 第9競走・同年2月20日 同場 第9競走 これらのレースに出走したサイキョウノオンナが3戦連続で同着[注 17][48][49][50][51]
- 2023年9月16日 中山競馬 4回3日目8R ともに種牡馬、生産牧場が同じ[注 18]競走馬が1着同着[注 19][52]
- 2024年7月27日 新潟競馬 2回3日目6R 豊栄特別 7着が3頭同着[53]
- 2024年9月10日 金沢競馬 第9競走 能登半島地震復興応援杯 1着と4着が同時に同着[54]
- 2025年7月10日 川崎競馬 第8競走 2着が3頭同着[注 20][55]